# Le Testament de Charles
Le Testament de Charles est le premier roman de Christian Eboulé, journaliste camerounais, publié aux éditions Les Lettres Mouchetées. Ce livre s’inspire de la vie du capitaine Charles N’Tchoréré, un officier gabonais naturalisé français, figure emblématique du sacrifice des soldats africains durant la Seconde Guerre mondiale.

## Résumé
Le roman retrace l’itinéraire de Charles, soldat noir engagé dans les deux guerres mondiales au service de la France. Fait prisonnier par la Wehrmacht à Airaines en juin 1940, Charles revoit sa vie défiler dans l’attente de son exécution par les nazis. Ce retour sur soi permet d’explorer son enfance au Gabon, son engagement militaire, ses relations familiales et amoureuses, ainsi que ses questionnements sur l’identité, la loyauté et la mémoire.
Au cœur du récit, le dialogue intérieur avec son grand-père fictif, Okili, incarne la tension entre tradition africaine et assimilation à la culture française. Ce conflit entre enracinement et modernité est l’une des grandes lignes du roman, soulignant la complexité de l’expérience coloniale pour les Africains et les sacrifices souvent ignorés de ces hommes qui ont combattu pour un pays qui les a peu considérés.
Le Testament de Charles est une œuvre qui éclaire le passé pour mieux comprendre les défis de l’identité et les séquelles de la colonisation. Christian Eboulé offre un hommage aux tirailleurs africains et à leur mémoire, tout en enrichissant le patrimoine littéraire universel sur la condition humaine.

## Prix et récompenses
- 2025 : Prix Afrique du roman historique lors du Salon du Livre africain de Paris[6]